# Bowers (Delaware)
Bowers es un pueblo ubicado en el condado de Kent en el estado estadounidense de Delaware. En el año 2000 tenía una población de 305 habitantes y una densidad poblacional de 410 personas por km².

## Geografía
Bowers se encuentra ubicado en las coordenadas 39°3′36″N 75°23′55″O / 39.06000, -75.39861.

## Demografía
Según la Oficina del Censo en 2000 los ingresos medios por hogar en la localidad eran de $37,031, y los ingresos medios por familia eran $45,625. Los hombres tenían unos ingresos medios de $29,500 frente a los $23,594 para las mujeres. La renta per cápita para la localidad era de $21,404. Alrededor del 12% de la población estaban por debajo del umbral de pobreza.

## Localidades adyacentes
Diagrama de las localidades a un radio de 16 km a la redonda de Bowers.